# Arthur Wirtz
Pour les articles homonymes, voir Wirtz.
Temple de la renommée : 1971
Arthur Michael Wirtz (né le 23 janvier 1901 à Chicago aux États-Unis - mort le 21 juillet 1983 dans cette même ville) est un dirigeant américain de hockey sur glace.

## Biographie
En 1932, il acquiert en compagnie de James Norris les Falcons de Détroit de la Ligue nationale de hockey et l'équipe est ensuite renommée Red Wings. Deux ans plus tard, les deux hommes deviennent propriétaires du Chicago Coliseum où évoluent les Black Hawks de Chicago. À la mort de Jame Norris en 1952, il prend sa succession comme président des Black Hawks, poste qu'il occupe jusqu'en 1966 où il est remplacé par son frère, Rocky. À ce titre, il remporte la coupe Stanley en 1961.
En 1971, il est intronisé au temple de la renommée du hockey au titre de bâtisseur du Chicago Stadium.
Il meurt d'un cancer à l'âge de 82 ans en 1983.